# Кратка средба
„Кратка средба” (Кратак састанак) је југословенски и македонски ТВ филм из 1984. године. Режирао га је Слободан Деспотовски који је написао и сценарио.

## Улоге
| Глумац          | Улога   |
| --------------- | ------- |
| Неда Арнерић    | Мирјана |
| Мето Јовановски | Иван    |
| Димитар Зози    |         |
| Никола Атанасов |         |